# شهرستان چانگفنگ
شهرستان چانگفنگ (به لاتین: Changfeng County) یک منطقهٔ مسکونی در چین است که در هفئی واقع شده‌است. شهرستان چانگفنگ ۱٬۹۲۲٫۲۴ کیلومتر مربع مساحت و ۶۲۹٬۵۳۵ نفر جمعیت دارد.